# Kunstmuseum Wolfsburg
Il Kunstmuseum Wolfsburg è un museo d'arte moderna e contemporanea che si trova nel centro di Wolfsburg, inaugurato nel 1994.
Il museo si inspira ai quattro aspetti della città tedesca quali la modernità, urbanità, internazionalità e qualità. Il museo d'arte si trova sulla strada pedonale "Südkopf", nel quartiere di Alvar-Aalto-Kulturhaus, dove vi sono nella stessa zona il Theater, il Planetarium e CongressPark.
Nel 1994 il Kunstmuseum Wolfsburg ha aperto con una retrospettiva dell'artista francese Fernand Léger. Fondatore e direttore del museo fino al 2004 fu l'olandese Gijs van Tuyl. Da gennaio 2006 fino alla sua morte avvenuta nel marzo 2014, lo storico dell'arte svizzero Markus Brüderlin ne è stato direttore. Dal 1º febbraio 2015 Ralf Beil dirige il museo.
Lo studio di architettura Schweger & Partner ha progettato la costruzione del Kunstmuseum Wolfsburg come una loggia trasparente con un ampio tetto in vetro. La sala centrale ha una pianta quadrata con una lunghezza di 40 metri ed è alta 16 metri. La sala è circondata su due lati da due piani di sale espositive. L'area espositiva è di 3500 metri quadrati. In correlazione con la mostra Giappone e Occidente, nel 2007 è stato creato un giardino giapponese nel cortile dell'edificio.